# Габриеле Змарджаси
Габриèле Змарджàси (на италиански: Gabriele Smargiassi; * 22 юли 1798, Васто, † 12 май 1882, Неапол, Кралство на двете Сицилии) е италиански художник в стил „пейзажна живопис“.

## Биография
Габриеле Змарджаси е роден във Васто (Киети) в богато семейство. Художествената му страст го отвежда в Института за изящни изкуства в Неапол, където негови преподаватели са Джузепе Камарано и Антон Сминк ван Питло. От 1820 г. Змарджаси изучава пейзажна живопис в ателието на ван Питло, където се създава известната Школа в Позилипо, на която е един от първите ученици.
През 1824-1828 г. живее и учи в Рим. 
През 1827-1837 г. живее в Париж, където се радва на покровителството на кралица Мария Амалия и преподава рисуване на децата на кралската двойка. По това време се запознава с техниката на рисуване на френските си колеги, което оказва влияние върху последващата му работа.
След смъртта на ван Питло през 1837 г. Змарджаси заема поста му на преподавател по пейзажна живопис в престижната Академия за изящни изкуства в Неапол. Оказва художествено влияние върху Никола Палици, Дженаро дела Моника, Чезаре Ува и много други художници от Неаполитанската школа. Сред учениците му са Джузепе Де Нитис и Алфонсо Симонети.
Смятан за майстор от Школата на Позилипо, неговият стил по време на зрелостта му е оценен като остарял.
Умира в Неапол на 12 май 1882 г. на 83-годишна възраст.

## Творби
- Фонтанът на Дженцано (Fontana di Genzano), 1826 (Кралски дворец на Неапол)
- Изглед към моста „Милвио“ или Мост Моло“ (Veduta di Ponte Milvio o Ponte Mollo) (Монтечиторио, Рим)
- Изглед към пристанището на Неапол (Veduta del Molo di Napoli), 1833
- Пейзаж на Соренто с пастири и стада (Paesaggio di Sorrento con pastori e armenti), 1839 (Кралски дворец на Неапол)
- Ангелика и Сакрипант (Angelica e Sacripante), 1845
- Пейзаж на Иския (Paesaggio di Ischia), 1845 (Кралски дворец на Неапол)
- Пейзаж на Неаполитанския залив (Veduta del Golfo di Napoli) (Частна колекция, Неапол)
- Пейзаж със Св. Себастиан и благочестивите жени (Paesaggio con San Sebastiano e le pie donne), 1851
- Св. Франциск, който прогонва демона (San Francesco che scaccia il demonio), 1854
- Пейзаж с молещия се Св. Франциск (Paesaggio con San Francesco in preghiera), 1855
- Св. Геролам се явява на трима средновековни воини (San Girolamo appare a tre guerrieri del Medio Evo)
- Произход на Мелфи (Origine di Melfi)

## Музеи с изложени картини на художника
- Галерия за модерно изкуство, Палацо Пити, Флоренция: Buonconte di Montefeltro, 1859
- Музей „Конде“ в Замъка Шантийи, О дьо Франсː Veduta della Reggia di Caserta, 1833
- Музей в дворец д'Авалос, Васто: Ritratto di Leone XII e Veduta di Vasto.
- Национален музей и галерия на Каподимонте, Неапол: La partenza del coscritto, 1866 и Pinabello e Bradamante, 1855
- Музей „Сан Мартино“, Неапол: Napoli da Mergellina, 1843
- Провинциална Пинакотека на Салерно, Салерно: Strada di Amalfi dalla torre di Citara, 1837
- Музей на 19 век, Пескара: Paesaggio roccioso con figura, 1840
- Галерия на Академията за изящни изкуства, Неапол: Tronco d'albero caduto, 1831; Quercia secca, 1830; Paesaggio, 1831; Piante, 1834; Paesaggio, 1835; Paesaggio.

## Картини на Габриеле Змарджаси
- Морски пейзаж
- Неапол
- Пейзаж
- Васто
- Каподимонте
- Фонтанът на Дженцано